# Deir Syriane
Deir Syriane è un centro abitato e comune (municipalité) del Libano situato nel distretto di Marjayoun, governatorato di Nabatiye.